# El olivo
El olivo is een Spaanse film van Icíar Bollaín die werd uitgebracht in 2016.

## Samenvatting
Jaren geleden werd een oude olijfboer door zijn zonen verplicht zijn favoriete boom, een reusachtige oeroude olijfboom, te verkopen. Met de opbrengst van € 30.000 bouwden de zonen een strandrestaurant dat enige tijd later al failliet ging. De uitbating van de oude familieolijfgaard heeft ondertussen af te rekenen met de financieel-economische crisis waardoor de inkomsten verminderen. Daarbij komt dat sinds het verdwijnen van zijn boom de oude man wegkwijnt: hij voert een stil protest door sindsdien niet meer te praten. Maar nu weigert hij ook nog te eten. 
Alma, zijn sociaal en familiaal bewogen kleindochter, heeft er alles voor over om haar geliefde depressieve grootvader weer zin in het leven te doen krijgen. De prille twintiger maakt er een erezaak van de olijfboom te recupereren. Ze trekt op onderzoek uit en ontdekt dat die nu het eigendom is van de energiereus RRR, gevestigd in Düsseldorf. De boom staat centraal in de ruime inkomhal en wijst de bezoekers erop dat RRR staat voor duurzaamheid. Bovendien prijkt de boom op het bedrijfslogo. Om in haar opzet te slagen heeft ze de hulp nodig van anderen, in de eerste plaats van haar oom en van haar vriend.

## Rolverdeling
| Acteur               | Personage                         |
| -------------------- | --------------------------------- |
| Anna Castillo        | Alma                              |
| Javier Gutiérrez     | Alcachofa (Alka), de oom van Alma |
| Pep Ambròs           | Rafa, de vriend van Alma          |
| Manuel Cucala        | Ramón, de grootvader van Alma     |
| Miguel Angel Aladren | Luis, de vader van Alma           |
| Carme Pla            | Vanessa, de vriendin van Alma     |